# Carlotta von Falkenhayn
Carlotta von Falkenhayn (* 3. Dezember 2007) ist eine deutsche Schauspielerin.

## Leben
Carlotta von Falkenhayn lebt in Berlin und spielt seit ihrem siebten Lebensjahr zumeist kleinere Nebenrollen in Film- und Serienproduktionen für das öffentlich-rechtliche Fernsehen. Ihre erste größere Rolle erlangte sie im Jahr 2016 in dem Spielfilm Operation Zucker: Jagdgesellschaft als Lucy. Weiterhin war sie im selben Jahr im Tatort: Taxi nach Leipzig als Charlotte zu sehen. Von 2017 bis 2020 spielte sie in der Netflix-Dramaserie Dark die Rolle der gehörlosen Elisabeth Doppler.
2018 wurde sie unter anderem für die Verfilmung des Fortsetzungsromans zu Stieg Larssons Millennium-Trilogie mit dem Titel Verschwörung von Regisseur Fede Álvarez in der Rolle der jungen Camilla Salander, Schwester von Lisbeth Salander verpflichtet, dessen Dreharbeiten teilweise in Berlin stattfanden. Der Film ist im November 2018 in den deutschen Kinos gestartet. Des Weiteren stand Falkenhayn an der Seite von Alexandra Maria Lara bei den Dreharbeiten zum Kinofilm  Und der Zukunft zugewandt unter der Regie von Bernd Böhlich in der Rolle der Lydia vor der Kamera. In der ZDFneo-Serie Parfum ist sie in einer Nebenrolle als Elsie zu sehen.

## Filmografie (Auswahl)
- 2015: Weissensee (Fernsehserie, Episode 3x01)
- 2015: SOKO Wismar (Fernsehserie, Episode 13x06)
- 2016: Operation Zucker: Jagdgesellschaft (Fernsehfilm)
- 2016: Mängelexemplar
- 2016: Schweigeminute (Fernsehfilm)
- 2016: Der Kriminalist (Fernsehserie, Episode 11x10)
- 2016: Der Island-Krimi (Fernsehserie, Episode 1x02)
- 2016: Tatort: Taxi nach Leipzig (Fernsehreihe, Episode 1000)
- 2017: Landgericht: Geschichte einer Familie (Fernsehfilm)
- 2017: Katharina Luther (Fernsehfilm)
- 2017: Chaos-Queens: Die Braut sagt leider nein (Fernsehfilm)
- 2017: So auf Erden (Fernsehfilm)
- 2017–2020: Dark (Fernsehserie, 14 Episoden)
- 2018: Großstadtrevier (Fernsehserie, Episode 31x06)
- 2018: Kids for Guns (Kurzfilm)
- 2018: Verschwörung (The Girl in the Spider’s Web)
- 2018: Parfum (Fernsehserie, 5 Episoden)
- 2018: Und der Zukunft zugewandt
- seit 2021: Die Eifelpraxis (Fernsehreihe)
- 2022: Letzte Spur Berlin (Fernsehserie, Episode Fremdes Herz)
- 2022: Gestern waren wir noch Kinder (7-teilige Fernsehserie, ZDF, 1 Folge)
- 2023: Die Heiland – Wir sind Anwalt (Fernsehserie, Episode Die Lüge)
- 2024: Der Usedom-Krimi: Emma
- 2025: Karla